# Годжаев, Захид Адыгезал оглы
Захид Адыгезал оглы Годжаев (род. 8 августа 1951 года) — советский и российский учёный, специалист в области механизации, член-корреспондент РАН (2019).

## Биография
Родился 8 августа 1951 года в Бардинском районе Азербайджанской ССР.
В 1979 году — окончил аспирантуру МВТУ имени Н. Э. Баумана и защитил кандидатскую диссертацию.
С 1979 по 2001 годы — научный сотрудник, старший научный сотрудник, ведущий научный сотрудник, главный научный сотрудник «НАТИ».
В 1994 году — защитил докторскую диссертацию.
В 1999 году — назначен членом консультативного Совета при правительстве РФ.
В 2000 году — избран президентом-председателем Президиума Конгресса Национальных Объединений России.
В 2001 году — избран действительным членом Академии проблем качества (АПК) РФ.
С 2002 по 2012 годы — директор Федерального исследовательского испытательного центра машиностроения.
В 2019 году — избран член-корреспондентом РАН.
Выдвигался кандидатом в депутаты Государственной Думы РФ в 1995 года (от блока «Демократический Выбор России») и в 1999 году (от избирательного объединения «Духовное наследие»).
В настоящее время — заместитель директора по инновационной и внедренческой деятельности ВИМ.

## Научная деятельность
Специалист в области механизации, автоматизации и роботизации сельскохозяйственного производства.
Автор более 380 научных трудов и изобретений в области машиностроительных и энергетических конструкций, надежности и прочности машин, многокритериальной оптимизации сложных систем, алгоритмов процесса принятия решения, робототехника и информационных технологий.